# Mettmanner TV
Der Mettmanner TV 1882 war ein Turnverein aus Mettmann. 
Er besaß eine große Handballabteilung und wurde 1972 im Tischtennis Deutscher Meister.
Am Ende der Saison 1968/69 gelang der Herrenmannschaft der Aufstieg in die Bundesliga. In den folgenden zwei Jahren belegte sie hier die Plätze fünf und vier. In der Saison 1971/72 wurde sie in der Besetzung Jochen Leiß, Rolf Jäger, Hans-Jörg Offergeld, Elmar Schneider, Ulrich Hirsch und Karl-Heinz Walbaum Deutscher Mannschaftsmeister.
Danach verließen Leistungsträger wie Jochen Leiß und Rolf Jäger den Verein, so dass in der Folgesaison nur Platz fünf belegt werden konnte. Nach dem Abgang von Hans-Jörg Offergeld 1973 musste der Verein 1973/74 absteigen.
Es erfolgte ein Neuaufbau, der 2002/03 bis in die Regionalliga West führte.
Am 1. Juli 2005 gab der Verein seine Eigenständigkeit auf und fusionierte zusammen mit Mettmanner SC 10/28 und TSV Metzkausen 1965 zum neuen Verein mettmann-sport e. V.